# Judansen
Pour les articles homonymes, voir Judan.
Le Judansen (十段戦) ou (tournoi des 10e dan ou Judan est un des anciens tournois majeurs de shogi professionnel japonais organisé de 1962 à 1987. Il était parrainé par le journal Yomiuri Shimbun et organisé par la Fédération japonaise de shogi.  Le mot 十 段, ju:dan, signifie dixième dan.

## Histoire
Le tournoi a commencé en 1962. Il prenait la succession du Kudansen (tournoi Kudan, 1956-1961). Il a été transformé en le Ryūō à partir de 1988 à la demande du sponsor qui a augmenté le montant des prix du tournoi.

## Palmarès

### Kudansen (1950-1955)
| Édition année | Édition année | Vainqueur (Kudan) | score | Adversaire (finaliste) | demi-finalistes           | quart-de-finalistes                                        |
| ------------- | ------------- | ----------------- | ----- | ---------------------- | ------------------------- | ---------------------------------------------------------- |
| 1             | 1950          | Yasuharu Oyama    | 2-0   | Shirō Itaya            | Gen'ichi Ōno Yasuo Harada | Yūzō Maruta Shūya Kitadate Toyoichi Igarashi Masao Tsukada |
| 2             | 1951          | Yasuharu Oyama    | 3-0   | Shigekazu Minamiguchi  | Seikichi Kanetaka         | Yūzō Maruta, Masao Tsukada                                 |
| 3             | 1952          | Masao Tsukada     | 3-2   | Yasuharu Oyama         | Kōzō Masuda               | Gen'ichi Ōno Mitsuyuki Aramaki                             |
| 4             | 1953          | Masao Tsukada     | 3-0   | Motoji Hanamura        | Shirō Itaya               | Shigeyuki Matsuda Toyoichi Igarashi                        |
| 5             | 1954          | Masao Tsukada     | 3-0   | Shigeyuki Matsuda      | Kōzō Masuda               | Yūzō Maruta Yasuo Harada                                   |
| 6             | 1955          | Masao Tsukada     | 3-1   | Motoji Hanamura        | Gen'ichi Ōno              | Yūzō Maruta Shigeyuki Matsuda                              |

### Match défi Meijin - Kudan (1950-1955)
De 1950 à 1955, le vainqueur du Kudansen (portant le titre de Kudan) affrontait le Meijin. En 1952, Oyama qui avait ravi le titre de Meijin à Kimura et détenait le titre de Kudan, participa au tournoi Kudansen (il perdit son titre de Kudan) et fut remplacé pour le match défi par l'ancien Meijin Kimura.
|   | Année | Vainqueur               | score | Adversaire              |
| - | ----- | ----------------------- | ----- | ----------------------- |
| 3 | 1950  | Yasuharu Oyama (Kudan)  | 3-1   | Yoshio Kimura           |
| 4 | 1951  | Yasuharu Oyama (Kudan)  | 4-2   | Yoshio Kimura           |
| 5 | 1952  | Masao Tsukada (Kudan)   | 2-0   | Yoshio Kimura           |
| 6 | 1953  | Yasuharu Oyama (Meijin) | 3-0   | Masao Tsukada (Kudan)   |
| 7 | 1954  | Masao Tsukada (Kudan)   | 3-2   | Yasuharu Oyama (Meijin) |
| 8 | 1955  | Yasuharu Oyama (Meijin) | 3-0   | Masao Tsukada (Kudan)   |

### Kudansen (1956-1961)
| No. | Année | Vainqueur      | Score | Adversaire        |
| --- | ----- | -------------- | ----- | ----------------- |
| 7   | 1956  | Kōzō Masuda    | 4-1   | Masao Tsukada     |
| 8   | 1957  | Kōzō Masuda    | 4-2   | Yasuharu Oyama    |
| 9   | 1958  | Yasuharu Oyama | 4-2   | Kozo Masuda       |
| 10  | 1959  | Yasuharu Oyama | 4-3   | Tatsuya Futakami  |
| 11  | 1960  | Yasuharu Oyama | 4-0   | Shigeyuki Matsuda |
| 12  | 1961  | Yasuharu Oyama | 4-2   | Tatsuya Futakami  |

### Judansen (1962-1987)
Le tableau suivant présente une liste des lauréats du Judansen :
| Édition Année | Édition Année | Vainqueur        | Score | Adversaire        |
| ------------- | ------------- | ---------------- | ----- | ----------------- |
| 1             | 1962          | Yasuharu Oyama   | 4-3   | Kozo Masuda       |
| 2             | 1963          | Yasuharu Oyama   | 4-3   | Kozo Masuda       |
| 3             | 1964          | Yasuharu Oyama   | 4-2   | Kozo Masuda       |
| 4             | 1965          | Yasuharu Oyama   | 4-3   | Tatsuya Futakami  |
| 5             | 1966          | Yasuharu Oyama   | 4-1   | Tatsuya Futakami  |
| 6             | 1967          | Yasuharu Oyama   | 4-1   | Tatsuya Futakami  |
| 7             | 1968          | Hifumi Katō      | 4-3   | Yasuharu Oyama    |
| 8             | 1969          | Yasuharu Oyama   | 4-2   | Hifumi Katō       |
| 9             | 1970          | Makoto Nakahara  | 5-2   | Yasuharu Oyama    |
| 10            | 1971          | Makoto Nakahara  | 4-2   | Yasuharu Oyama    |
| 11            | 1972          | Makoto Nakahara  | 4-0   | Yasuharu Oyama    |
| 12            | 1973          | Yasuharu Oyama   | 4-3   | Makoto Nakahara   |
| 13            | 1974          | Makoto Nakahara  | 4-1   | Yasuharu Oyama    |
| 14            | 1975          | Makoto Nakahara  | 4-0   | Yasuharu Oyama    |
| 15            | 1976          | Makoto Nakahara  | 4-3   | Hifumi Katō       |
| 16            | 1977          | Makoto Nakahara  | 4-3   | Hifumi Katō       |
| 17            | 1978          | Makoto Nakahara  | 4-3   | Kunio Yonenaga    |
| 18            | 1979          | Makoto Nakahara  | 4-1   | Kunio Yonenaga    |
| 19            | 1980          | Hifumi Katō      | 4-1   | Makoto Nakahara   |
| 20            | 1981          | Hifumi Katō      | 5-1   | Kunio Yonenaga    |
| 21            | 1982          | Makoto Nakahara  | 4-2   | Hifumi Katō       |
| 22            | 1983          | Makoto Nakahara  | 5-3   | Kiyozumi Kiriyama |
| 23            | 1984          | Kunio Yonenaga   | 5-3   | Makoto Nakahara   |
| 24            | 1985          | Kunio Yonenaga   | 4-3   | Makoto Nakahara   |
| 25            | 1986          | Bungo Fukusaki   | 4-2   | Kunio Yonenaga    |
| 26            | 1987          | Michio Takahashi | 4-0   | Bungo Fumikaki    |